# Satoshi Irifune

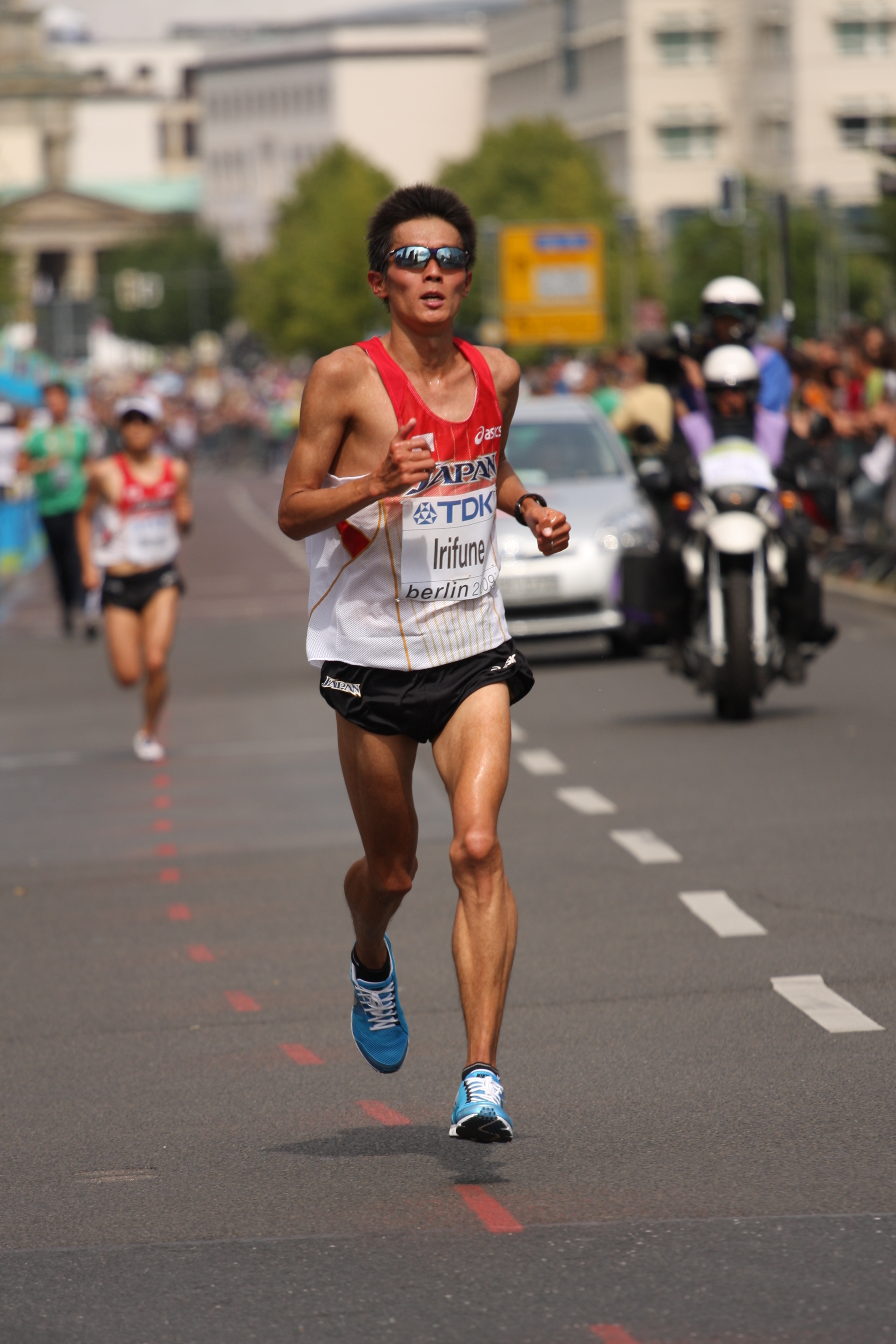
Satoshi Irifune 2009

Satoshi Irifune (jap. 入船 敏, Irifune Satoshi; * 14. Dezember 1975 in Hioki) ist ein japanischer Marathonläufer.

## Leben
Bei den Leichtathletik-Weltmeisterschaften 1999 kam er über 10.000 m auf den 20. Platz.
Im Jahr darauf wurde er Zweiter bei der japanischen Firmenmeisterschaft im Halbmarathon und belegte bei den Halbmarathon-Weltmeisterschaften in Veracruz den 18. Platz. Jeweils Elfter wurde er 2002 beim Biwa-See-Marathon und 2004 beim Tokyo International Men’s Marathon.
2005 siegte er beim Beppu-Ōita-Marathon und kam bei den Weltmeisterschaften in Helsinki auf den 20. Platz. 2006 wurde er jeweils Vierter in Tokio und bei den Asienspielen in Doha. Einem dritten Platz beim Tokio-Marathon 2007 folgten 2008 ein fünfter Platz ebendort und ein zweiter beim Fukuoka-Marathon. Bei den Weltmeisterschaften 2009 in Berlin lief er auf Rang 14 ein.
2010 wurde er Zehnter beim Kagawa-Marugame-Halbmarathon und Neunter in Fukuoka.
Satoshi Irifune ist 1,76 m groß und wiegt 59 kg. Er ist ein Absolvent der Handelsoberschule von Kagoshima. Nachdem er zunächst für das Firmenteam von Kyocera gestartet war, wechselte er im Juli 2000 zum Team von Kanebo Cosmetics.

## Persönliche Bestzeiten
- 5000 m: 13:22,12 min, 14. Juli 2001, Heusden
- 10.000 m: 27:53,92 min, 4. Mai 2001, Palo Alto
- Halbmarathon: 1:01:36 h, 12. März 2000, Yamaguchi
- Marathon: 2:09:23 h, 7. Dezember 2008, Fukuoka